# バルツィ
座標: 北緯47度55分52秒 東経27度54分59秒 / 北緯47.931066度 東経27.91626度
バルツィ（Bălţi; ベルツィ、ベリツィ、バルツ、バルティとも）は首都キシナウに次ぐモルドバ第2の都市であり、モルドバ北部の主要都市である。ロシア帝国時代（1812年-1917年）とソビエト連邦時代（1940年-1990年）にはロシア語に準じて Бельцыとも表記された。
首都のキシナウから北へ135kmに位置する。ドニエストル川へ流れこむラウト川が流れ、周りは丘陵地に囲まれている。中世には森に覆われていたが、そのほとんどが切り開らかれている。

## 姉妹都市
- en:Stryi、ウクライナ 1968年
- ラリサ、ギリシャ 1985年
- スモリャン、ブルガリア 1985年
- ミエルクレア＝チュク、ルーマニア 1993年
- Gyula、ハンガリー 1995年
- ヴォルシャ、ベラルーシ 1996年
- フメリニツキー、ウクライナ 1997年
- イズミル、トルコ 1997年
- 開城市、朝鮮民主主義人民共和国 1997年
- レイクランド、アメリカ合衆国 1997年
- プウォツク、ポーランド 2000年
- ヴィーツェプスク、ベラルーシ 2002年
- レチツァ、ベラルーシ 2005年